# Вук Рашовић (фудбалер)
Вук Рашовић (Дортмунд, 3. јануар 1973) је бивши српски фудбалер, а садашњи фудбалски тренер. Тренутно води саудијску Ал Феиху.

## Играчка каријера
Прошао је све селекције Партизана, а за први тим црно–белих наступао је у два наврата и у том периоду освојио три титуле првака држава (1992/93, 1998/99. и 2001/02) и један трофеј у националном купу (2000/01). Између два боравка у Хумској играчки се афирмисао у Раду. Од иностраних клубова наступао је за бугарску Славију из Софије, руског премијерлигаша Крила Совјетов и америчког МЛС лигаша Канзас сити где је због повреде и завршио играчку каријеру. За репрезентацију СР Југославије играо је пет пута.
Вуков отац је играчка легенда Партизана Бранко Рашовић, члан најбоље генерације у историји клуба која је поред бројних домаћих титула била и вицепрвак Европе.

## Тренерска каријера
Тренерску каријеру започео је у млађим категоријама Партизана, да би у сезони 2009/10. био помоћник Горану Стевановићу, а затим и Александру Станојевићу. У јануару 2011. промовисан је у шефа струке земунског Телеоптика, филијале „црно-белих” уместо Звонка Варге, а у априлу 2013. године постаје и први тренер црно–белих. Са Партизаном је на крају те такмичарске сезоне (2012/13) освојио титулу првака Србије. Након освојене јесење титуле у сезони 2013/14. Рашовић је напустио Партизан и отишао у белоруски Динамо Минск где је првих шест месеци обављао функцију спортског директора, да би потом у сезони 2015/16. био и шеф стручног штаба. Почетком јануара 2017. године се вратио у српски фудбал поставши тренер крушевачког Напретка који је водио до краја сезоне 2016/17. након чега је преузео Ал Фајсали из Саудијске Арабије.
У сезони 2017/18. је проглашен за најбољег тренера фудбалске лиге Саудијске Арабије.

## Успеси

### Играчки
Партизан
- Првенство СР Југославије (3) : 1992/93, 1998/99, 2001/02.
- Куп СР Југославије (1) : 2000/01.

### Тренерски
Партизан
- Суперлига Србије (1) : 2012/13.

### Индивидуални
- Најбољи тренер у Саудијској Арабији: 2017/18.